# Park Narodowy Dinira
Park Narodowy Dinira (hiszp. Parque nacional Dinira) – park narodowy w północnej części Wenezueli położony w stanach Lara, Portuguesa i Trujillo. Został utworzony 30 listopada 1988 roku i zajmuje obszar 453,28 km². W 2005 roku został zakwalifikowany przez BirdLife International jako ostoja ptaków IBA. Na wschód od niego znajduje się Park Narodowy Yacambú, a na południe Park Narodowy Guaramacal.

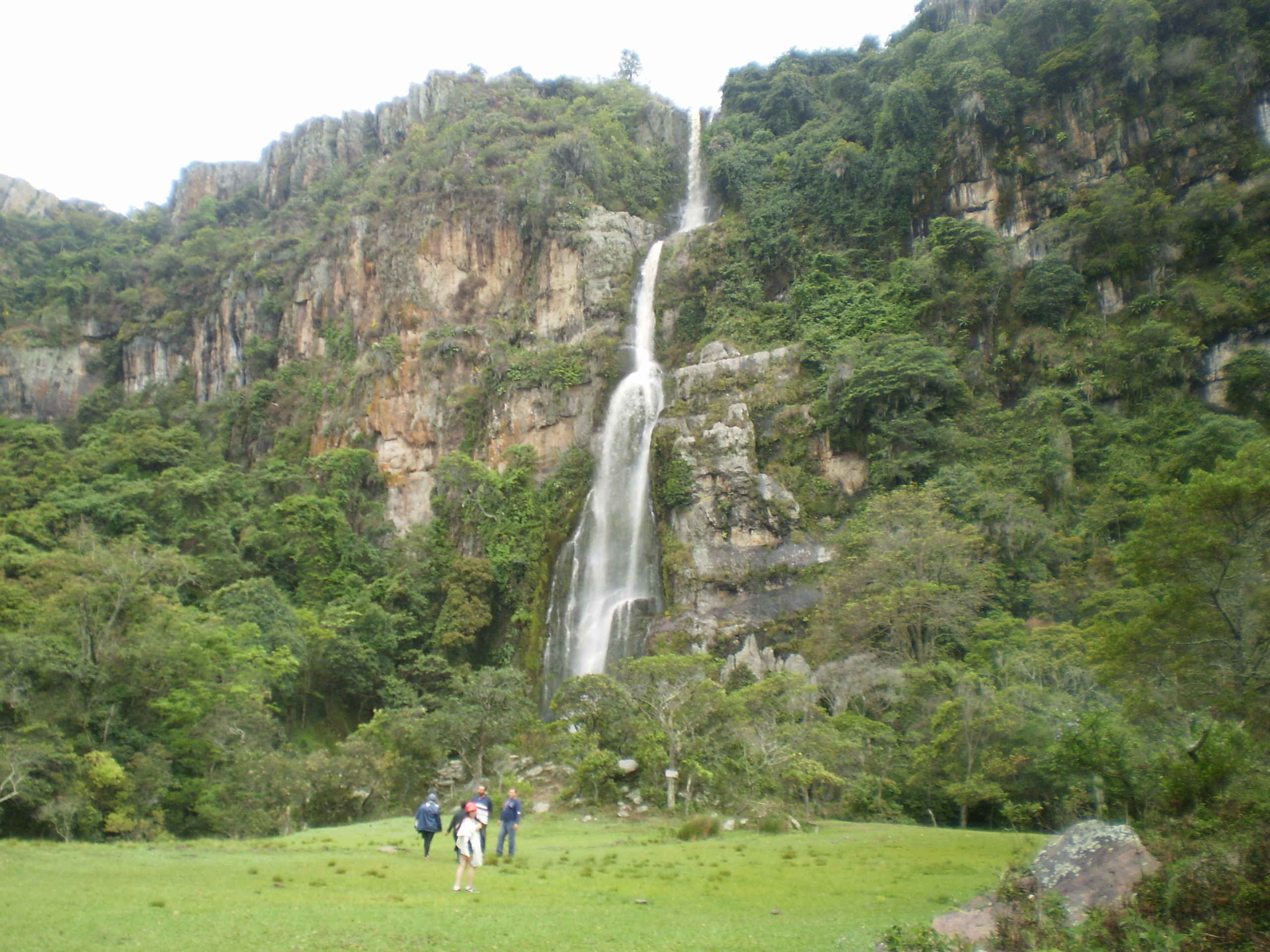
Wodospad Quebrada del Vino

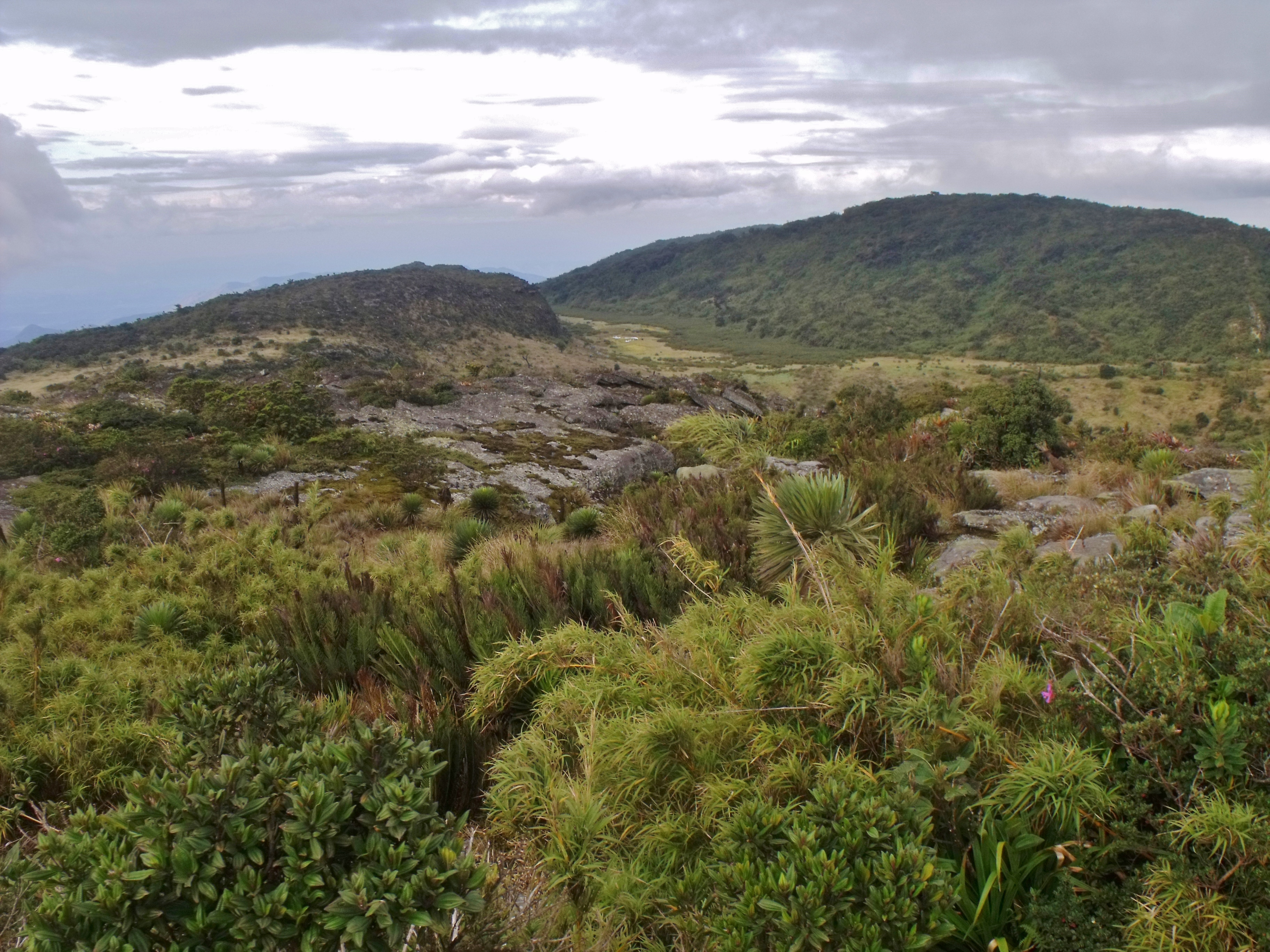
Paramo w najwyżej połoźonych częściach parku

## Opis
Park obejmuje fragment północnej części Andów (pasma górskie Sierra de Barbacoas i Sierra de Portuguesa) i położony jest na wysokościach od 1400 do 3585 m n.p.m.  Najwyższym szczytem jest Pico Cendé (3585 m n.p.m.). Park charakteryzuje się polodowcowymi dolinami w kształcie litery „U”. Znajduje się tu wiele jezior, rzek i wodospadów, w tym źródła rzek Tocuyo, Curarigua, Morere i Boconó. Istnieje tu również kilka jaskiń pochodzenia krasowego takich jak La Peonía i El Zumbador. Największymi atrakcjami turystycznymi parku są wodospady Quebrada del Vino (90 metrów wysokości) i Humoraco. Niżej położoną część parku pokrywa wilgotny las równikowy i tropikalny wilgotny las górski. Wyżej występuje paramo (na wysokości od 2600 do 3585 m).
Średnia roczna temperatura w parku wynosi w zależności od wysokości od +6 °C do +22 °C, a średnie roczne opady od 642 do 2100 mm.

## Flora
W parku rośnie narażony na wyginięcie (VU) Tabebuia chrysantha, a także m.in.: Sloanea caribaea, Cupressus lusitanica, Simira erythroxylon i Zanthoxylum ocumarense. W paramo dominują gatunki z rodzin wiechlinowate, orliczkowate, astrowate i kosaćcowate. Występują tu też takie gatunki endemiczne jak zagrożony wyginięciem (EN) Carramboa trujillensis, a także m.in.: Drosera cendeensis, Plagiogyria semicordata, Ruilopezia jabonensis, Ruilopezia lopez-palazii, Miconia larensis, Carex larensis, Libanothamnus griffinii, Eupatorium larense oraz cztery gatunki roślin z rodzaju Espeletia.

## Fauna
Fauna w parku nie została dokładnie zbadana. Z ssaków żyją tu narażone na wyginięcie (VU) andoniedźwiedź okularowy i mazama karłowata, a także m.in.: japok wodny, jaguar amerykański, puma płowa, ocelot wielki, pakarana Branickiego, wydrak długoogonowy i jaguarundi amerykański.
Ptaki tu występujące to zagrożony wyginięciem (EN) czyż czerwony, narażony na wyginięcie (VU) czubacz hełmiasty, a także m.in.: andotukan czarnodzioby, andagra żółtoucha, zieleniec żółtopierśny, elfik złotawy, elfik białopierśny, haczykodziobek białoboczny, haczykodziobek modry, haczykodziobek maskowy, haczykodziobek ciemny, haczykodziobek lśniący, lordzik pomarańczowogardły, kląszczyk rdzawy, owocojad prążkowany, mieczonos andyjski, pasówka obrożna, złocik krótkosterny, penelopa jasnolica, fiołkowik, brzęczek rdzawosterny, zapylak lazurowy, rudosterka czerwonogłowa, koszykarz wenezuelski, kląszczyk żółtobrzuchy, drozd kordylierski, czyż andyjski, zaroślak rudawy, pleszówka białoczelna i tangarka czarnołbista.